# Ibaraki (Osaka)
Pour les articles homonymes, voir Ibaraki.
Ibaraki (茨木市, Ibaraki-shi) est une municipalité ayant le statut de ville dans la préfecture d'Osaka, au Japon.

## Géographie

Localisation d'Ibaraki dans la préfecture d'Osaka.

### Situation
Ibaraki est située dans le nord de la préfecture d'Osaka, à environ 15 km du centre d'Osaka.

### Démographie
En 2011, la population de la ville est estimée à 275 945 habitants et la densité de population est de 3 606 hab./km2. La superficie totale est de 76,49 km2.
En février 2024, la population est de 285 659 habitants.

## Histoire
Le village moderne d'Ibaraki est créé le 1er avril 1889. Il obtient le statut de bourg le 14 octobre 1898, puis de ville le 1er janvier 1948 à la suite de l'intégration des villages de Kasuga, Mishima et Tamakushi.
Ibaraki est désignée ville spéciale en 2001.

## Monuments et sites notables

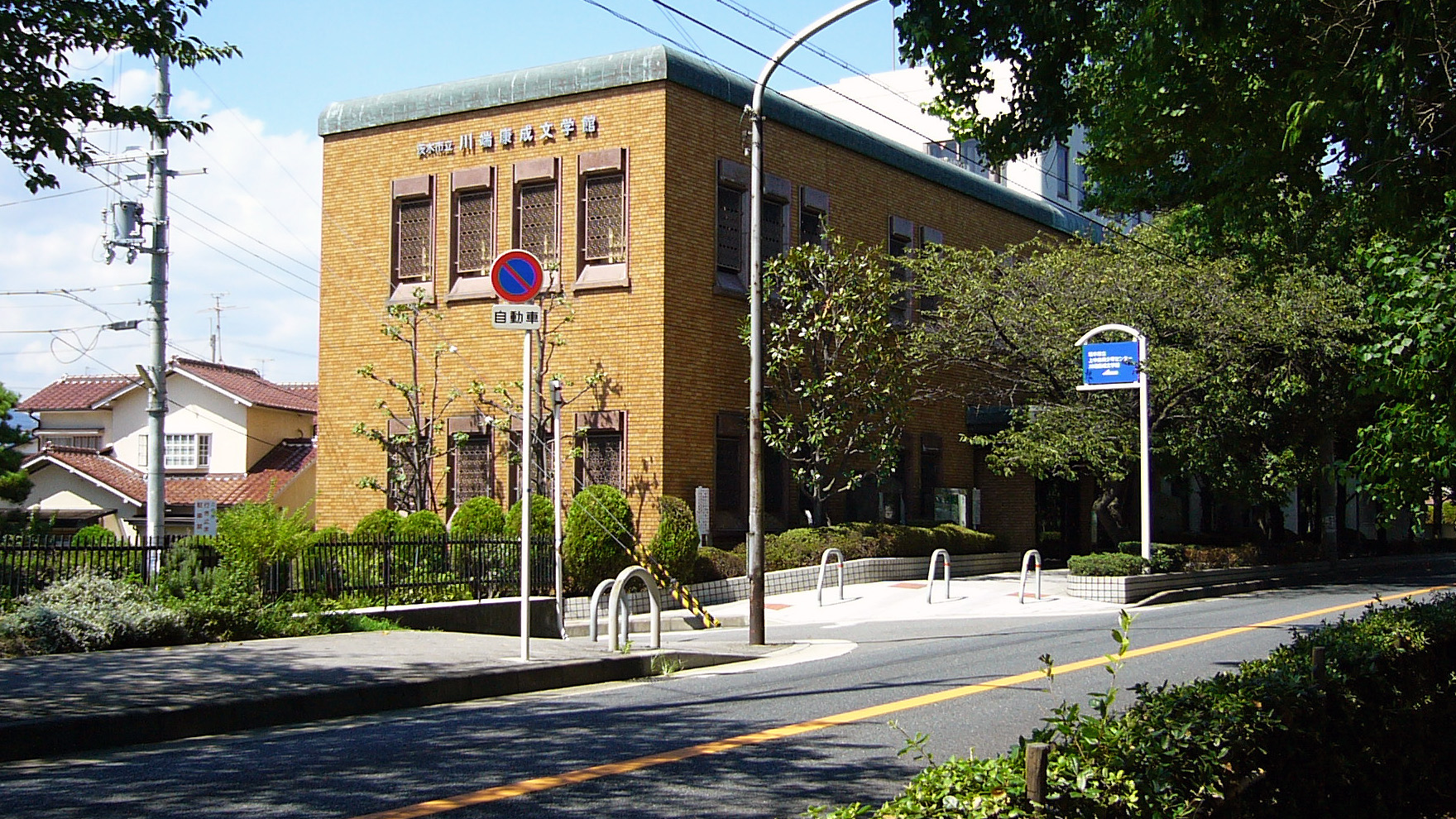
Musée Yasunari Kawabata.

- Musée Yasunari Kawabata[2]

- le temple Sōji-ji[3], une des étapes du pèlerinage de Kansai Kannon.
- Château de Fukui
- Université Ōtemon Gakuin
- Église de la lumière d'Ibaraki
- Kōriyama-shuku Honjin

## Transports

### Trains
- Ligne JR Kyoto : gare d'Ibaraki
- Ligne Hankyū Kyōto : gares de Minami-Ibaraki, Ibaraki-shi et Sōjiji

### Monorail
- Monorail d'Osaka : ligne principale et ligne Saito

## Jumelage
Ibaraki est jumelée avec :
- Minneapolis (États-Unis),
- Anqing (Chine),
- Shōdoshima (Japon),
- Taketa (Japon).

## Personnalités nées à Ibaraki
- Ryota Hama (né en 1979), catcheur
- Subaru Shibutani (né en 1981), chanteur
- Takuto Hayashi (né en 1982), footballeur
- Asami Mizukawa (née en 1983), actrice
- Hiroyuki Onoue (né en 1985), acteur
- Shinichi Terada (né en 1985), footballeur
- Satoshi Ishii (né en 1986), judoka
- Rei Higuchi (né en 1996), lutteur